# Cattedrale di San Marco (Ezbekiyya)
La cattedrale di San Marco nel distretto di Ezbekiyya è stata la principale Chiesa ortodossa copta per oltre 170 anni, oltre che sede del Papi copti del 1800 al 1971. La chiesa è la più antica dedicata a Marco l'evangelista. Fu inaugurata da Papa Marco VIII di Alessandria d'Egitto, nel 1800.
La chiesa fu voluta da Ibrahim Al-Gohary (?-1795) il Gran Scrivano d'Egitto del sultano Muḥammad Bey Abū aḏ-Ḏahab (1735–1775), il quale era copto e molto potente. Egli riuscì ad ottenere un permesso, mediante Fatwā, che permetteva ai copti di costruire, restaurare e ricostruire edifici religiosi.